# Lypha melobosis
Lypha melobosis là một loài ruồi trong họ Tachinidae.